# Mirkovice
Mirkovice (en allemand : Mirkowitz) est une commune du district de Český Krumlov, dans la région de Bohême-du-Sud, en République tchèque. Sa population s'élevait à 463 habitants en 2020.

## Géographie
Mirkovice se trouve à 6 km à l'est de Český Krumlov, à 20 km au sud-sud-ouest de České Budějovice et à 141 km au sud de Prague.
La commune est limitée par Přísečná et Mojné au nord, par Zubčice à l'est et au sud-est, par Věžovatá Pláně au sud, par Přídolí au sud-ouest et par Český Krumlov à l'ouest.

## Histoire
La première mention écrite du village date de 1362.

## Administration
La commune se compose de six quartiers :
- Chabičovice
- Malčice
- Mirkovice
- Svachova Lhotka
- Zahrádka
- Žaltice